# همسر و نقد همسر
کتاب همسر و نقد همسر که توسط نشر علمی و فرهنگی منتشر شده است مجموعه‌ای از بهترین داستان های کوتاه نویسنده‌ی روسی به نام آنتون چخوف است که توسط دکتر آتش بر آب ترجمه گردیده است.
این کتاب از دو بخش تشکیل شده است بخش اول داستان‌ها هستند و بخش دوم نقد داستانها. کتاب شامل ۱۰ داستان کوتاه از آنتون چخوف است که شهرت او در دنیا به خاطر نمایشنامه ها و داستان های کوتاه منحصر به فرد خود است . "همسر" داستان دکتری که تحصیلات دینی دارد اما از بد روزگار با زنی ازدواج کرده که قید و بندی ندارد و مشغول خیانت به شوهرش است. وقتی هم که دکتر قصد طلاق او را دارد به این دلیل که شاید اوست که نتوانسته زنش را سر به راه کند! ، زن امتناع می کند و نمی پذیرد.